# Acidicapsa borealis
Acidicapsa borealis es una especie de bacteria gramnegativa del género Acidicapsa. Fue descrita en el año 2012, es la especie tipo. Su etimología hace referencia a boreal. Es aerobia e inmóvil. Tiene un tamaño de 0,6-0,9 μm de ancho por 1-3 μm de largo. Catalasa positiva y oxidasa negativa. Forma colonias de color rosa claro. Temperatura de crecimiento entre 10-33 °C, óptima de 22-28 °C. Es sensible a los antibióticos kanamicina, gentamicina, novobiocina y lincomicina. Resistente a estreptomicina, neomicina, ampicilina y cloranfenicol. Tiene un contenido de G+C de 54,1%. Se ha aislado de turba de Sphagnum en la región de Tver, Rusia. 